# البحرين في دورة الألعاب الآسيوية الشاطئية 2014
شاركت البحرين في دورة الألعاب الآسيوية الشاطئية 2014 في بوكيت بتايلند في الفترة من 14 إلى 23 نوفمبر 2014.

## ملخص الميداليات

### الميداليات حسب الرياضة
| الميداليات حسب الرياضة | الميداليات حسب الرياضة | الميداليات حسب الرياضة | الميداليات حسب الرياضة | الميداليات حسب الرياضة |
| الرياضة                | ذهبية                  | فضية                   | برونزية                | المجموع                |
| ---------------------- | ---------------------- | ---------------------- | ---------------------- | ---------------------- |
| ألعاب القوى الشاطئية   | 4                      | 2                      | 0                      | 6                      |
| كمال أجسام             | 1                      | 0                      | 0                      | 1                      |
| المجموع                | 5                      | 2                      | 0                      | 7                      |

### الميداليات حسب التاريخ
| الميداليات حسب التاريخ | الميداليات حسب التاريخ | الميداليات حسب التاريخ | الميداليات حسب التاريخ | الميداليات حسب التاريخ | الميداليات حسب التاريخ |
| اليوم                  | التاربخ                | ذهبية                  | فضية                   | برونزية                | المجموع                |
| ---------------------- | ---------------------- | ---------------------- | ---------------------- | ---------------------- | ---------------------- |
| 1                      | 14 نوفمبر              | 0                      | 0                      | 0                      | 0                      |
| 2                      | 15 نوفمبر              | 0                      | 0                      | 0                      | 0                      |
| 3                      | 16 نوفمبر              | 0                      | 0                      | 0                      | 0                      |
| 4                      | 17 نوفمبر              | 0                      | 0                      | 0                      | 0                      |
| 5                      | 18 نوفمبر              | 0                      | 0                      | 0                      | 0                      |
| 6                      | 19 نوفمبر              | 0                      | 0                      | 0                      | 0                      |
| 7                      | 20 نوفمبر              | 0                      | 0                      | 0                      | 0                      |
| 8                      | 21 نوفمبر              | 4                      | 2                      | 0                      | 6                      |
| 9                      | 22 نوفمبر              | 1                      | 0                      | 0                      | 1                      |
| 10                     | 23 نوفمبر              | 0                      | 0                      | 0                      | 0                      |
| المجموع                | المجموع                | 5                      | 2                      | 0                      | 7                      |